# Nowy Łupków
Łupków is een plaats in het Poolse district  Sanocki, woiwodschap Subkarpaten. De plaats maakt deel uit van de gemeente Komańcza en telt 390 inwoners.

## Verkeer en vervoer
- Station Nowy Łupków